# クレイ郡 (ノースカロライナ州)
クレイ郡（クレイぐん、英: Clay County）は、アメリカ合衆国ノースカロライナ州の西部に位置する郡である。2010年国勢調査での人口は10,587人であり、2000年の8,775人から20.6%増加した。郡庁所在地は唯一の法人化町であるヘイズビル町（人口311人）である。

## 歴史
クレイ郡が開拓される以前、アメリカ合衆国南東部（主にジョージア州、両カロライナ州、テネシー州東部）を領土にしていたインディアン部族であるチェロキー族が住んでいた。ヨーロッパ系アメリカ人の文化に順応し、先進技術を取り入れたので、「文明化五部族」と呼ばれた。1700年代後半、ヨーロッパ系アメリカ人最初の開拓者ジョン・コビントン・ムーアが、当時はメイコン郡の一部だったこの地に入った。移民の波が訪れたのは1830年代初期だった。
1837年、ウィンフィールド・スコット将軍が地域のインディアンを集め、急造の陣地に閉じこめた後で、オクラホマの領土に輸送した。ハンブリー大尉がヘイズビルの南西1マイル (1.6 km) の地域に派遣され、インディアンを全て集めてしまうまでの居留地を建設した。これが涙の道の始まりとなった。この居留地はハンブリー砦と名付けられ、事業の中心として機能した。
1860年秋、チェロキー郡を代表する議員選挙に出馬したジョージ・ヘイズが、新しい郡を創設する法案を提出することをその選挙民に公約した。1861年2月、法案がノースカロライナ州議会に提出されて承認された。
クレイ郡は主にチェロキー郡の領域から作られたが、メイコン郡からも小部分を合わせた。ヘイズの功績を顕彰して新しい郡庁所在地はヘイズビルと名付けられ、新郡は、ケンタッキー州選出アメリカ合衆国上院議員を務めた政治家ヘンリー・クレイに因んで名付けられた。
1861年に設立されたが、正式な政府ができたのは1868年になってからだった。その年の後半に最初の郵便局が開設された。ヘイズビルの最初の郡庁は1888年に建設され、現在はアメリカ合衆国国家歴史登録財に指定されている。
19世紀の残り期間と20世紀初め、クレイ郡はほとんど農業社会に留まっていた。

## 郡政府
クレイ郡政府はノースカロライナ州憲法で規定される政体であり、特定の権限を与えられている。クレイ郡は地域の自治体委員会であるサウスウェスタン委員会のメンバーである。

## 地理
アメリカ合衆国国勢調査局に拠れば、郡域全面積は221平方マイル (572.4 km2)であり、このうち陸地215平方マイル (556.8 km2)、水域は6平方マイル (15.5 km2)で水域率は2.67%である。
クレイ郡の南はジョージア州とチャターフーチー国立の森に接している。ナンタヘイラ川が北側境界になっている。郡内をハイワシー川が流れている。南部には州境沿いにシャトゥーガ湖がある。郡領域の大半はナンタヘイラ国立の森に入っている。ファイアズクリーク・ベア貯水池がタスキティ郡区の北にある。
郡東部はナンタヘイラ国立の森の部分として保存されている。

## 気候
クレイ郡は、アメリカ合衆国南部に共通する温暖湿潤気候（ケッペンの気候区分"Cfa"）にあり、暑く湿潤な夏と、温暖だが時として寒くなる冬が特徴である。
アメリカ合衆国南東部と同様に雨量が多く、年間を通じて平均された雨がある。平均年間降水量は55.9インチ (1,420 mm) である。吹雪は希なことだが起こりうる。1993年3月に起きた世紀の嵐が東部海岸全体を襲った。

### 主要高規格道路
- アメリカ国道64号線
- ノースカロライナ州道69号線
- ノースカロライナ州道175号線

### 隣接する郡
- メイコン郡 - 北東
- ラブン郡 (ジョージア州) - 南東
- タウンズ郡 (ジョージア州) - 南
- ユニオン郡 (ジョージア州) - 南西
- チェロキー郡 - 北

## 町と郡区

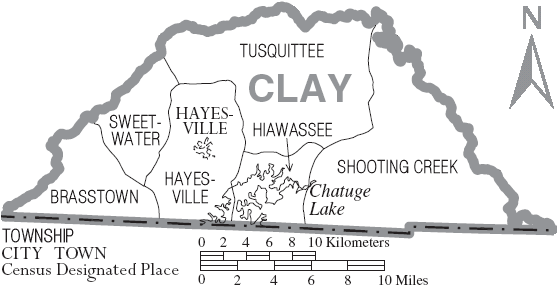
クレイ郡の自治体と郡区

ヘイズビル (ノースカロライナ州)|ヘイズビルは2010年の人口が311人、郡内唯一の法人化町であり、郡庁所在地であり、郡内経済活動の中心である。未編入の町としては、ウォーン、ブラスタウン、エルフ、タスキティがある。
郡内は6つの郡区に分割されている。最西部のブラスタウン郡区、中央部にあり郡庁所在地があるヘイズビル郡区、最少でシャトゥーガ湖を囲むハイアワシー郡区、最東部のシューティングクリーク郡区、ヘイズビル郡区の北西にあるスウィートウォーター郡区、および面積が大きく最北部にあるタスキティ郡区である。

## 人口動態
以下は2000年の国勢調査による人口統計データである。
| 基礎データ - 人口: 8,775人 - 世帯数: 3,847 世帯 - 家族数: 2,727 家族 - 人口密度: 16人/km2（41人/mi2） - 住居数: 5,425軒 - 住居密度: 10軒/km2（25軒/mi2） 人種別人口構成 - 白人: 98.01% - アフリカン・アメリカン: 0.80% - ネイティブ・アメリカン: 0.33% - アジア人: 0.09% - 太平洋諸島系: 0.07% - その他の人種: 0.15% - 混血: 0.56% - ヒスパニック・ラテン系: 0.83% | 年齢別人口構成 - 18歳未満: 18.6% - 18-24歳: 6.2% - 25-44歳: 22.8% - 45-64歳: 29.8% - 65歳以上: 22.7% - 年齢の中央値: 47歳 - 性比（女性100人あたり男性の人口） - 総人口: 94.9 - 18歳以上: 91.4 世帯と家族（対世帯数） - 18歳未満の子供がいる: 23.5% - 結婚・同居している夫婦: 59.8% - 未婚・離婚・死別女性が世帯主: 7.5% - 非家族世帯: 29.1% - 単身世帯: 26.3% - 65歳以上の老人1人暮らし: 14.4% - 平均構成人数 - 世帯: 2.25人 - 家族: 2.68人 | 収入と家計 - 収入の中央値 - 世帯: 31,397米ドル - 家族: 38,264米ドル - 性別 - 男性: 29,677米ドル - 女性: 19,529米ドル - 人口1人あたり収入: 18,221米ドル - 貧困線以下 - 対人口: 11.4% - 対家族数: 7.8% - 18歳未満: 14.6% - 65歳以上: 13.0% |